# 아웃캐스트 (드라마)
《아웃캐스트》(영어: Outcast)는 2016년부터 2018년까지 시네맥스에서 방영한 미국의 공포 드라마이다.